# Heliamphora tatei
Heliamphora tatei là một loài thực vật có hoa trong họ Sarraceniaceae. Loài này được Gleason mô tả khoa học đầu tiên năm 1931.

## Hình ảnh

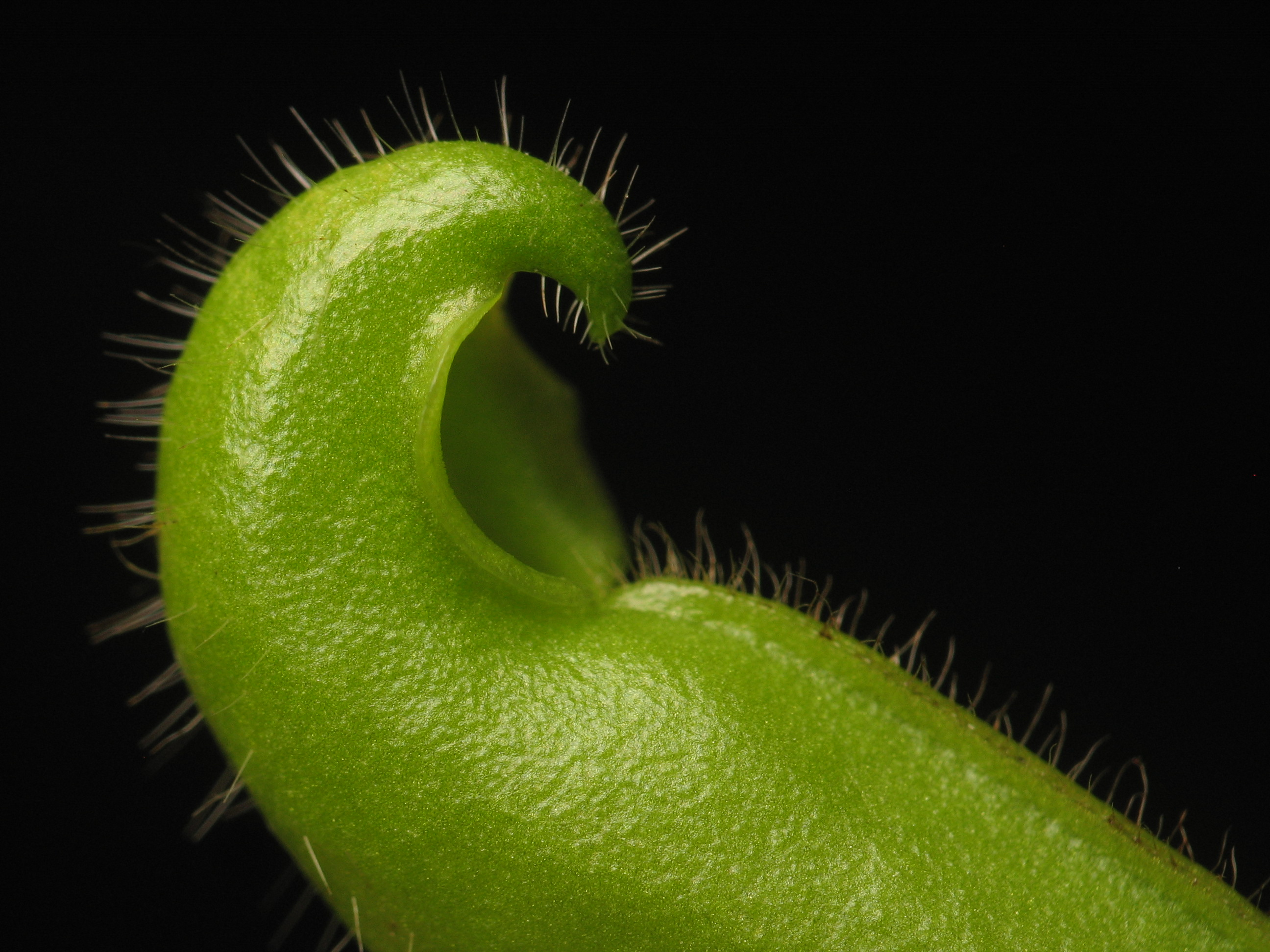
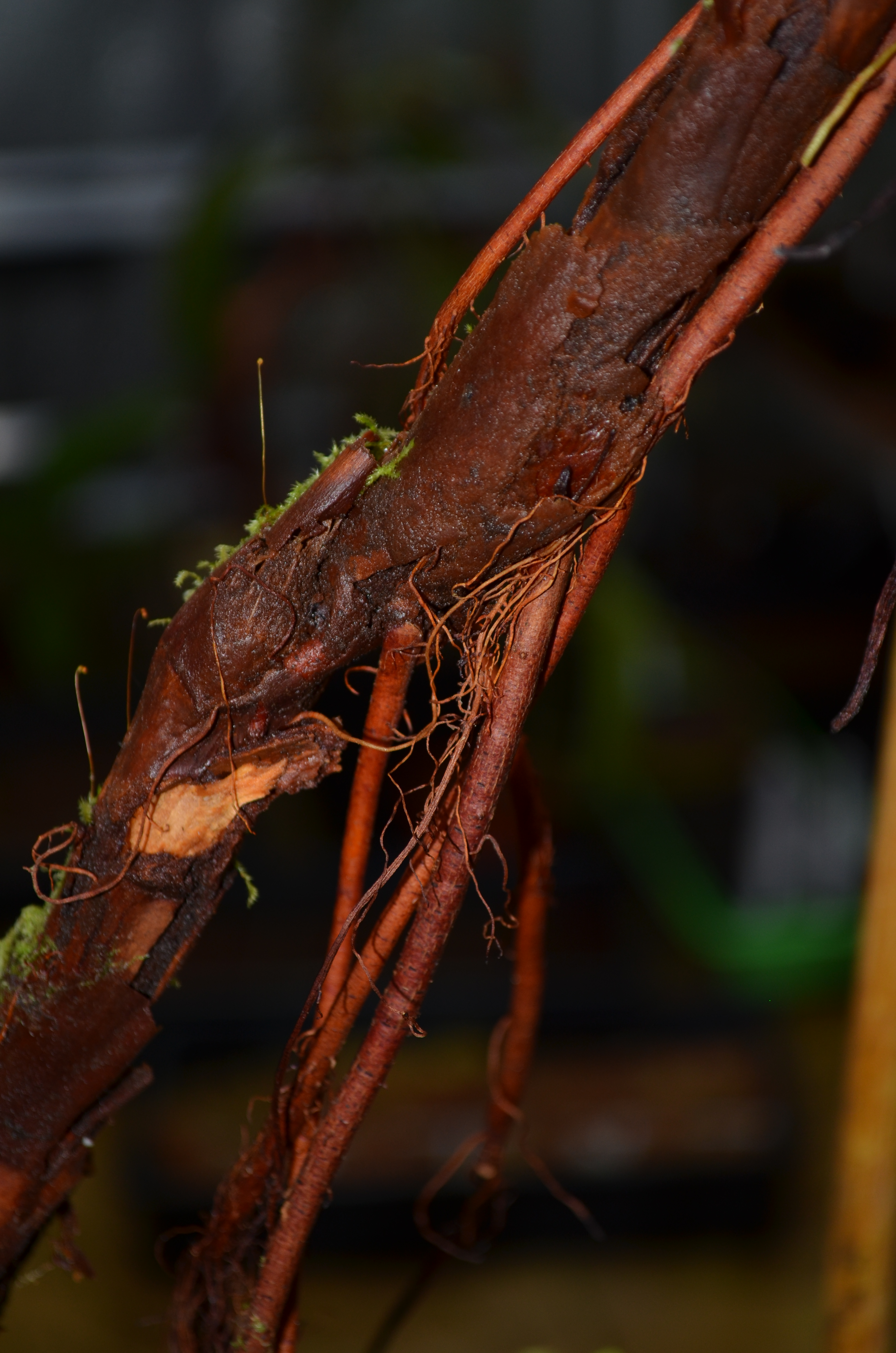
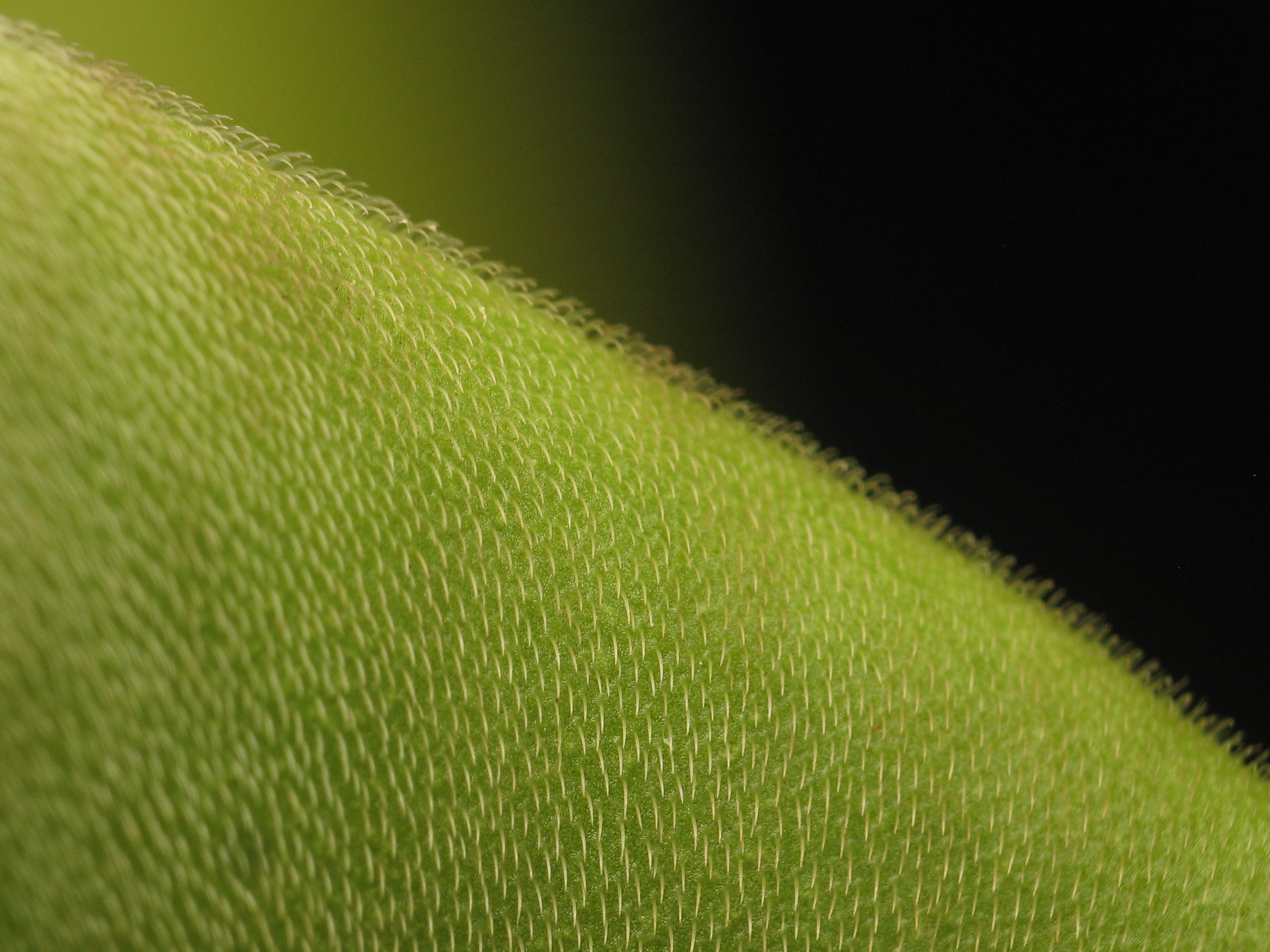
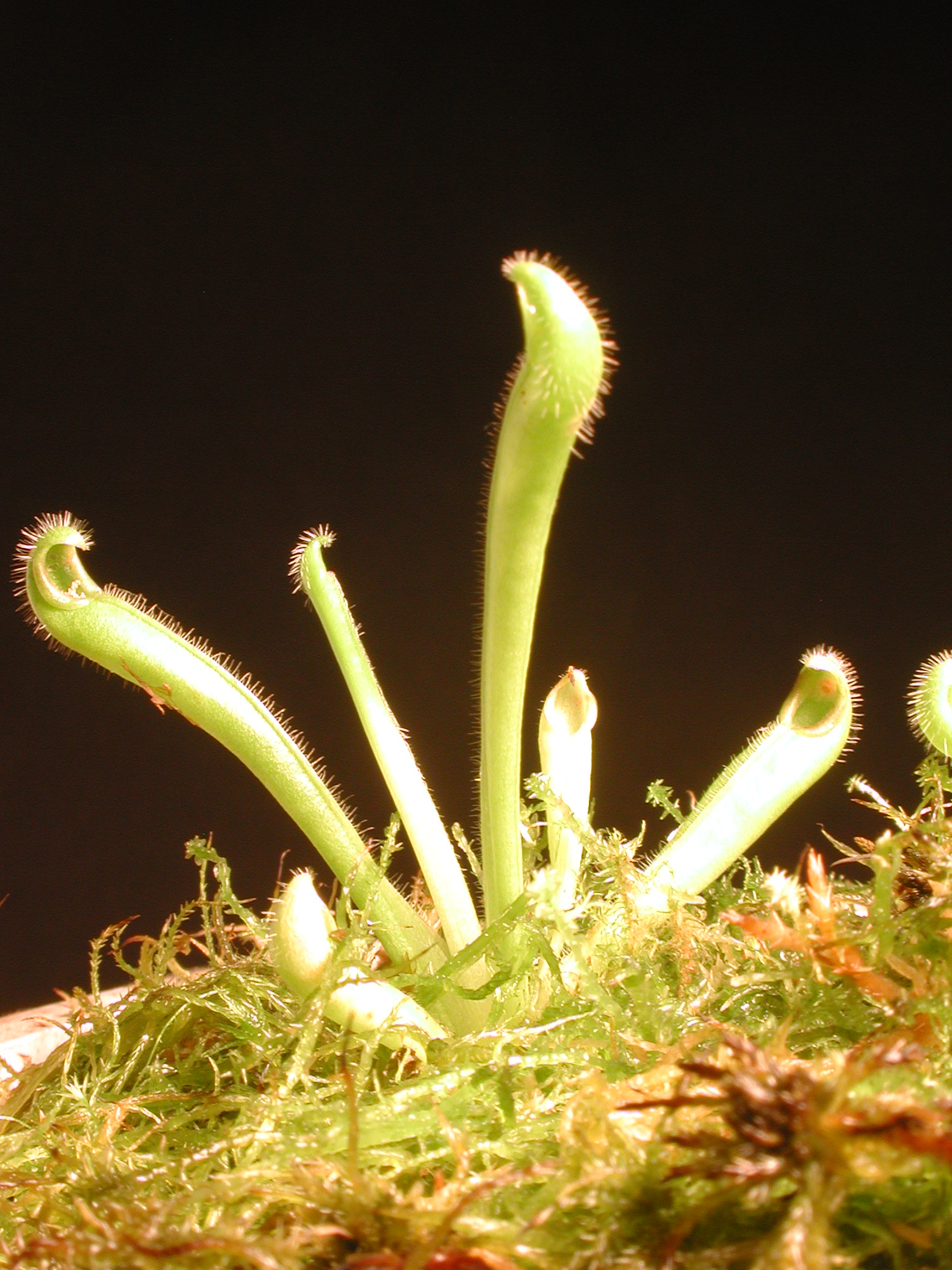